# Międzynarodowy Festiwal Filmowy w Kerali
Międzynarodowy Festiwal Filmowy w Kerali (ang. International Film Festival of Kerala) – festiwal filmowy odbywający się w Thiruvananthapuram w Indiach od 1996 roku.